# Кристина Арнаудова
Кристина Арнаудова е популярна поп певица от Северна Македония.

## Биография
Родена е на 21 септември 1979 в град Неготино, тогава в Социалистическа федеративна република Югославия. Баща ѝ е популярният изпълнител на народни песни Гоце Арнаудов. Арнаудова проявява интерес към музиката от ранна детска възраст. На 16 години, тя участва на местен фестивал в Прилеп. Оттогава започва да пее в клубове със своя група. В 2000 година решава да се отдаде на соло кариера. Песните ѝ като солов изпълнител бързо стават любими на слушателите в Северна Македония и донасят много награди и номинации за работата ѝ. Арнаудова има множество участия на музикални фестивали и проекти. През 2001 г. излиза първият ѝ макси сингъл „Dust“ (от английски: „Прах“). През 2003 година излиза първият ѝ албум, наречен „Возови“.